# Lucien van Geffen
 (février 2019).
Si vous disposez d'ouvrages ou d'articles de référence ou si vous connaissez des sites web de qualité traitant du thème abordé ici, merci de compléter l'article en donnant les références utiles à sa vérifiabilité et en les liant à la section « Notes et références ».
Pour les articles homonymes, voir Geffen.
Lucien van Geffen, né le 20 novembre 1987 à Rotterdam,,, est un acteur néerlandais.

## Filmographie

### Cinéma et téléfilms
- 2006-2009 : Het Huis Anubis (nl) : Fabian Ruitenburg
- 2008 : Stop![Quoi ?] : David
- 2008 : Anubis en het pad der 7 zonden (nl) : Fabian Ruitenburg
- 2009 : Anubis en de wraak van Arghus (nl) : Fabian Ruitenburg
- 2010 : Het Huis Anubis en de terugkeer van Sibuna (nl) : Fabian Ruitenburg